# Vorder-Grauspitz
Vorder-Grauspitz är en bergstopp på gränsen mellan Liechtenstein och Graubünden, Schweiz.  Den ligger 11 km söder om Liechtensteins huvudstad Vaduz. Toppen på Vorder-Grauspitz är 2 599 meter över havet, eller 620 meter över den omgivande terrängen. Bredden vid basen är 8,6 km. Vorder-Grauspitz ingår i Rhätikon.
Vorder-Grauspitz är den högsta punkten i Liechtenstein.